# Weißkam

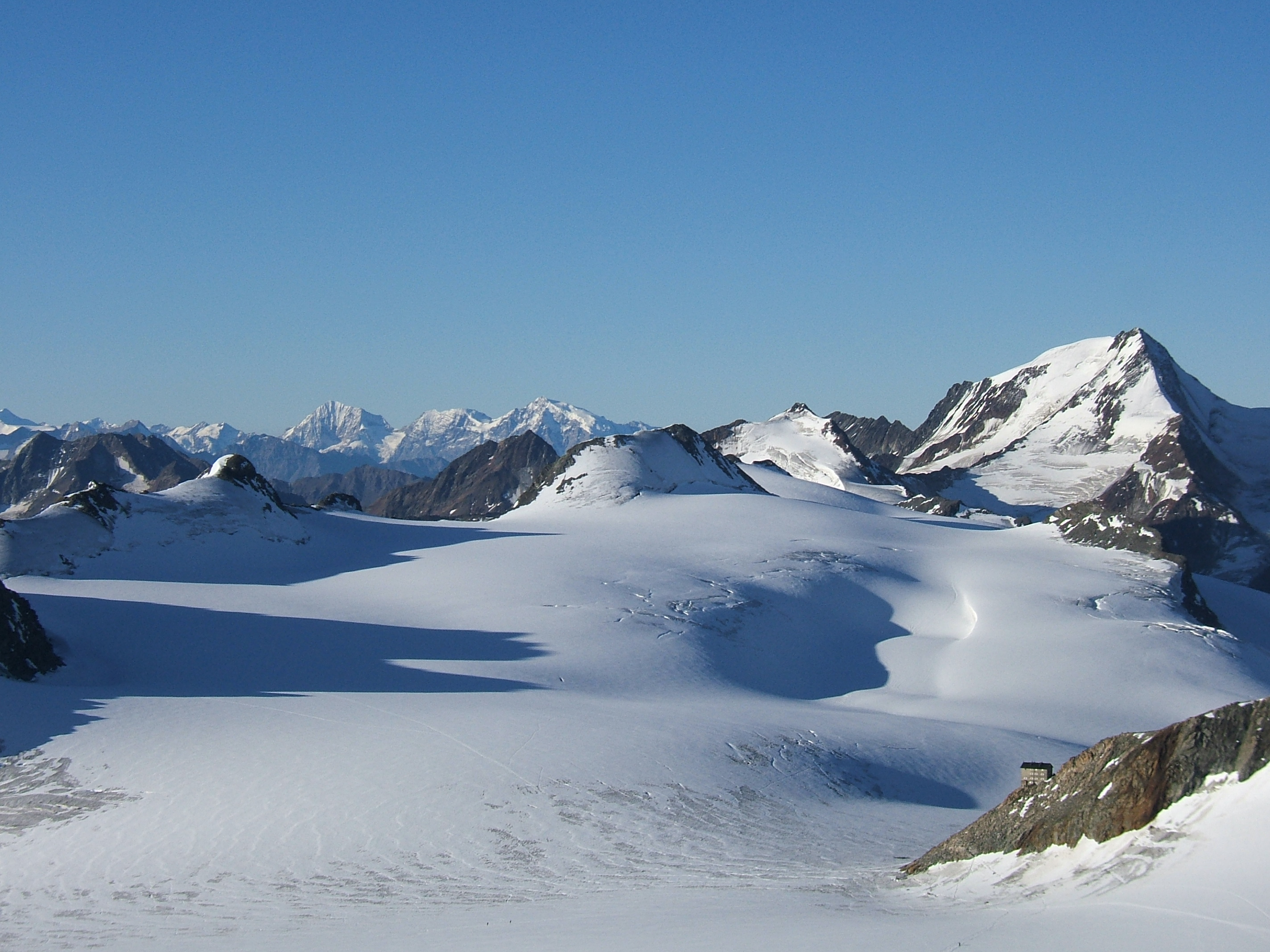
De Gepatschferner en de Weißkugel bij het Brandenburger Haus

De Weißkam is een subgroep van de Ötztaler Alpen in het grensgebied van het Oostenrijkse Tirol en het Italiaanse Zuid-Tirol. De bergkam is sterk vergletsjerd en herbergt met de Weißkugel (3739 meter) en de Wildspitze (3772 meter) de hoogste bergtoppen van de Ötztaler Alpen. Van west naar oost buigen de Glockturmkam, de Kaunergrat en de Geigenkam van de Weißkam naar het noorden af. De Weißkugel vormt het snijpunt van de Weißkam met de Schnalskam, die van daar in oostelijke richting verloopt.
Met de Gepatsch- en Mittelbergferner bevinden de twee grootste gletsjeroppervlakten van de Ötztaler Alpen zich in het gebied van de Weißkam. Samen met de Guslar-, Kesselwand-, Vernagt- en Taschachferner vormen zij een bijna geheel aangesloten ijsdek.
Andere belangrijke bergtoppen in de Weißkam zijn de Fluchtkogel (3497 meter), de Hochvernagtspitze (3539 meter), de Hintere Brunnenkogel (3440 meter) en de Hintere Brochkogel (3628 meter).

## Bergtoppen
Bergtoppen in de Weißkam zijn (van hoog naar laag) onder andere:
| hoger dan 3400 meter - Wildspitze, 3768 meter - Weißkugel (Ital.: Palla Bianca), 3738 meter - Hinterer Brochkogel, 3628 meter - Vorderer Brochkogel, 3562 meter - Ötztaler Urkund, 3554 meter - Innerer Bärenbartkogel (Ital.: Cima Barba d'Orsa di Dentro), 3553 meter - Hochvernagtspitze, 3535 meter - Langtauferer Spitze (Ital.: Punta di Vallelunga), 3528 meter - Weißseespitze, 3518 meter - Innere Quellspitze (Ital.: Cima della Sorgente di Dentro), 3514 meter - Fluchtkogel, 3497 meter - Hintere Hintereisspitze (Ital.: Punta della Cresta Bianca), 3485 meter - Petersenspitze, 3482 meter - Schuchtkogel, 3471 meter - Schwarzwandspitze, 3466 meter - Mittlere Hintereisspitze, 3450 meter - Hinterer Brunnenkogel, 3438 meter - Vordere Hintereisspitze, 3437 meter - Hochvernaglwand (ook: Vernagelwand), 3433 meter - Südliche Sexegertenspitze, 3428 meter - Platteikogel, 3426 meter - Ehrichspitze, 3420 meter - Kesselwandspitze, 3414 meter - Weißer Kogel, 3407 meter | 3200 - 3400 meter - Hochvernagtwand, 3400 meter - Dahmannspitze, 3397 meter - Vorderer Brunnenkogel, 3396 meter - Innere Schwarze Schneid, 3367 meter - Taufkarkogel, 3362 meter - Taschachwand, 3358 meter - Vernagl (Ital.: Vernaga), 3352 meter - Nördliche Sexegertenspitze, 3348 meter - Mitterkopf, 3344 meter - Hintergraslspitzen, 3325 meter - Mutkogel, 3309 meter - Tiefenbachkogel, 3307 meter - Rechter Fernerkogel, 3300 meter - Westlicher Rofenbergkopf, 3279 meter - Linker Fernerkogel, 3277 meter - Im Hinteren Eis (Ital.: Punta della Vedretta), 3270 meter - Mutspitze, 3257 meter - Äußere Schwarze Schneid, 3255 meter - Brunnenkarkopf, 3246 meter - Vordere Karlesspitze (Falginer Karlesspitzen), 3230 meter - Südlicher Rofenbergkopf, 3229 meter - Teufelsegg (Ital.: Cresta del Diavolo), 3227 meter - Egg, 3219 meter - Mitterkamm, 3219 meter | kleiner dan 3200 meter - Pitztaler Urkund, 3197 meter - Hintere Karlesspitze (Falginer Karlesspitzen), 3160 meter - Mittagskogel, 3159 meter - Hintere Guslarspitze, 3147 meter - Urkundkolm, 3134 meter - Mittlere Guslarspitze, 3128 meter - Wiesejaggl, 3127 meter - Vordere Guslarspitze, 3118 meter - Mittlerer Rofenbergkopf, 3113 meter - Karleskogel, 3106 meter - Schwarzkögele, 3079 meter - Gaislachkogel (ook: Gaislacher Kogel), 3056 meter - Grabkogel, 3054 meter - Wildes Mannle, 3023 meter - Oberer Rofenberg, 3010 meter - Weißkarkogel, 2996 meter - Rauher Kopf, 2989 meter - Karleskopf, 2902 meter - Urkundkopf, 2898 meter - Steinschlagspitze, 2861 meter - Muttler, 2630 meter - Hasenkofel, 2572 meter - Feldkögele, 2018 meter - Hoher Nachtberg, 1867 meter |

## Hutten
Berghutten in de Weißkam zijn:
- Brandenburger Haus, 3274 meter
- Braunschweiger Hütte, 2758 meter
- Breslauer Hütte, 2844 meter
- Hochjochhospiz, 2412 meter
- Rauhekopfhütte, 2731 meter
- Taschachhaus, 2432 meter
- Vernagthütte, 2755 meter
- Weißkugelhütte (Ital.: Rifugio Pio XI alla Palla Bianca), 2544 meter